# Alonso María Acevedo
Alfonso María Acevedo (Sevilla, 1737-1798), fue un jurisconsulto del siglo XVIII, natural de Sevilla y bibliotecario de San Isidro en Madrid.
Dejó cuatro disertaciones, una acerca del lenguaje de los brutos, otra sobre el modo de escribir notas de los antiguos, otra sobre materias de Derecho canónico y otra notabilísima acerca de la necesidad de abreviar el Derecho civil. 
Publicó en 1770 una obra de Jurisprudencia, De reorum absolutione, en la que propone la supresión del tormento para obligar a declarar a los reos y dejó sin concluir la titulada Idea de un nuevo cuerpo legal. Esta obra estableció una importante polémica sobre la tortura, dando lugar a la Defensa de la Tortura del doctor Pedro de Castro.